# Trojer Almbach
Der Trojer Almbach, auch Trojeralmbach, ist ein Bach in der Gemeinde St. Jakob in Defereggen (Bezirk Lienz). Der Trojer Almbach mündet nahe dem Ortszentrum von St. Jakob in die Schwarzach. Der Name des Baches leitet sich vom Viehtrieb (troi, trui oder train) ab.

## Verlauf
Das Quellgebiet des Trojer Almbachs wird als Sentenböden bezeichnet. Hierbei handelt es sich um die Südhänge zwischen der Scharte der Rosenlenke und den Gipfeln der Rosenspitze, Reichenberger Spitze und Graue Wand in der Rosenspitzegruppe (Venedigergruppe). Ausgehend von den Sentenböden, wo sich der Trojer Almbach aus mehreren kleinen Quellbächen speist, verläuft der Bach in südöstlicher Richtung durch das unbesiedelte Trojeralmtal. Der Trojer Almbach verfügt lediglich linksseitig über benannte Zuflüsse. Im Oberlauf mündet der Abfluss des Bödensees in den Trojer Almbach, im Bereich zwischen der Hinteren bzw. Vorderen Trojeralm münden zudem der Abfluss des Kesselsees und der Durfeldbach ein. Südlich der Vorderen Trojeralm verläuft der Trojer Almbach in einem Bogen nach Süden, bis er nördlich des Ortszentrums von St. Jakob ins Defereggental eintritt. Er durchfließt den östlichen Ortskern der Gemeinde und mündet schließlich südlich von St. Jakob in die Schwarzach.

## Hochwasserschutz und Verbauungsmaßnahmen
Der Trojer Almbach ist ein stark geschiebeführender Wildbach. Hochwasserkatastrophen sind aus den Jahren 1882, 1957, 1965 und 1991 bekannt. Gefahrenpotenzial bilden vor allem Muren im Hangbereich des Trojer Almbaches, die auf Grund der Topographie nur in sehr begrenztem Ausmaß abfließen können. Zudem kann es im Unterlauf auf Grund des geringen Gefälles zu Auflandungen und Bachaustritten kommen. Auf Grund des für Mensch und Infrastruktur sehr hoch eingeschätzten Risikos wurde 2015 ein Hochwasserrisiko-Managementplan erstellt, in dessen Folge noch im selben Jahr mit Wildbach- und Lawinenverbauungen begonnen wurde. Die Gefahren des Baches sollen dabei bis 2020 vor allem durch Wildholzfilter, Murbrecher sowie eine Geschiebedosiersperre gebannt werden. Die Sperre wird dabei 14 Meter hoch ausgeführt und kann im Bedarfsfall 40.000 Kubikmeter fassen. Zudem sollen im Zuge der Arbeiten Sohl- und Ufersicherungsmaßnahmen sowie die Sanierung der Unterlaufregulierung und des Schutzwaldes erfolgen. Die Gesamtbaukosten von vier Millionen Euro werden zwischen dem Bund (60 Prozent), dem Land Tirol (22 Prozent), der Gemeinde (13 Prozent) und der Landesstraßenverwaltung (5 Prozent) aufgeteilt.

## Energiewirtschaftliche Nutzung

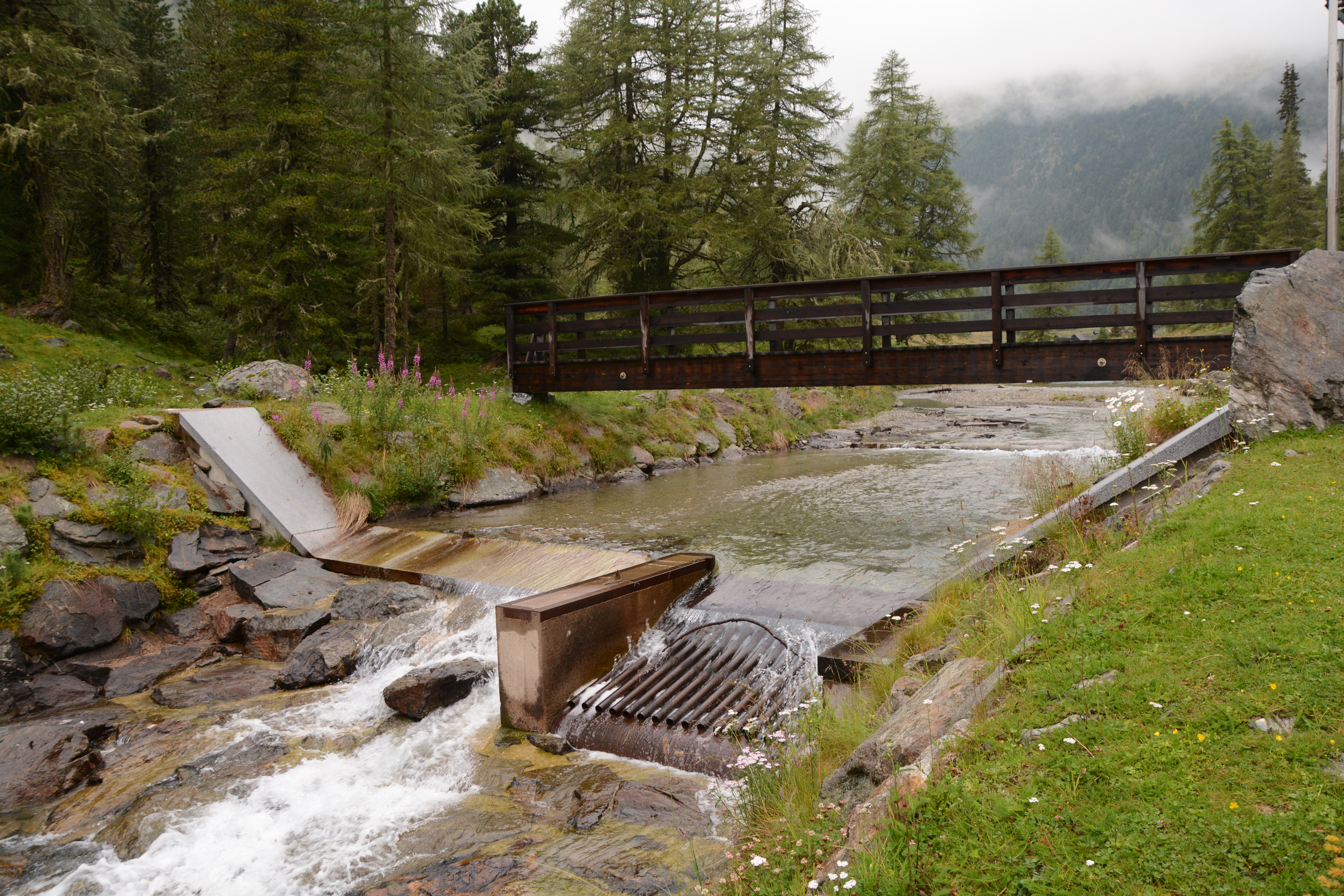
Wasserfassung des Trojer Almbachs

Zur Stromversorgung der Gemeinde St. Jakob wurde 1924 die Lichtgenossenschaft St. Jakob gegründet, die 1925 ein Kraftwerk am Trojer Almbach in Betrieb nahm. Das Kraftwerk wurde bald durch ein Drehstromwerk am Klammausgang ersetzt und durch ein Werk am Bruggeralmbach ergänzt. Da die Genossenschaft den Strombedarf der Tourismusbetriebe nicht decken konnte, wurde das Versorgungsgebiet 1975 der TIWAG überlassen. Das heutige Kraftwerk, deren Wasserfassung 2005 in Betrieb genommen wurde, verfügt über eine Bruttofallhöhe von 417 Meter und eine Ausbauwassermenge von 800 Litern pro Sekunde. Die Ausbauleistung liegt bei 2700 kW. und das Regelarbeitsvermögen bei 12,50 GWh. Das Wasser für das Kraftwerk wird unterhalb der Vorderen Trojeralm gefasst und mittels einer 3,56 km langen Druckrohrleitung zum Krafthaus im Ortszentrum von St. Jakob geleitet. Die Stromgewinnung erfolgt mittels einer zweidüsiger Pelton-Turbine.